# Таварнуце (Фиренца)
Таварнуце је насеље у Италији у округу Фиренца, региону Тоскана.
Према процени из 2011. у насељу је живело 4228 становника. Насеље се налази на надморској висини од 75 м.